# Tristram and Iseult (Arnold)
Tristram and Iseult – poemat dialogowy wiktoriańskiego poety Matthew Arnolda, opublikowany w 1852. Jest oparty na celtyckiej legendzie o Tristanie i Izoldzie. Składa się z trzech części, Tritram, Iseult of Ireland i Iseult of Brittany. 

Is she not come ? The messenger was sure.
Prop me upon the pillows once again —
Raise me, my page! this cannot long endure.
— Christ, what a night! how the sleet whips the pane!
What lights will those out to the northward be?